# Pfarrkirche Maria Himmelfahrt (Oberbozen)

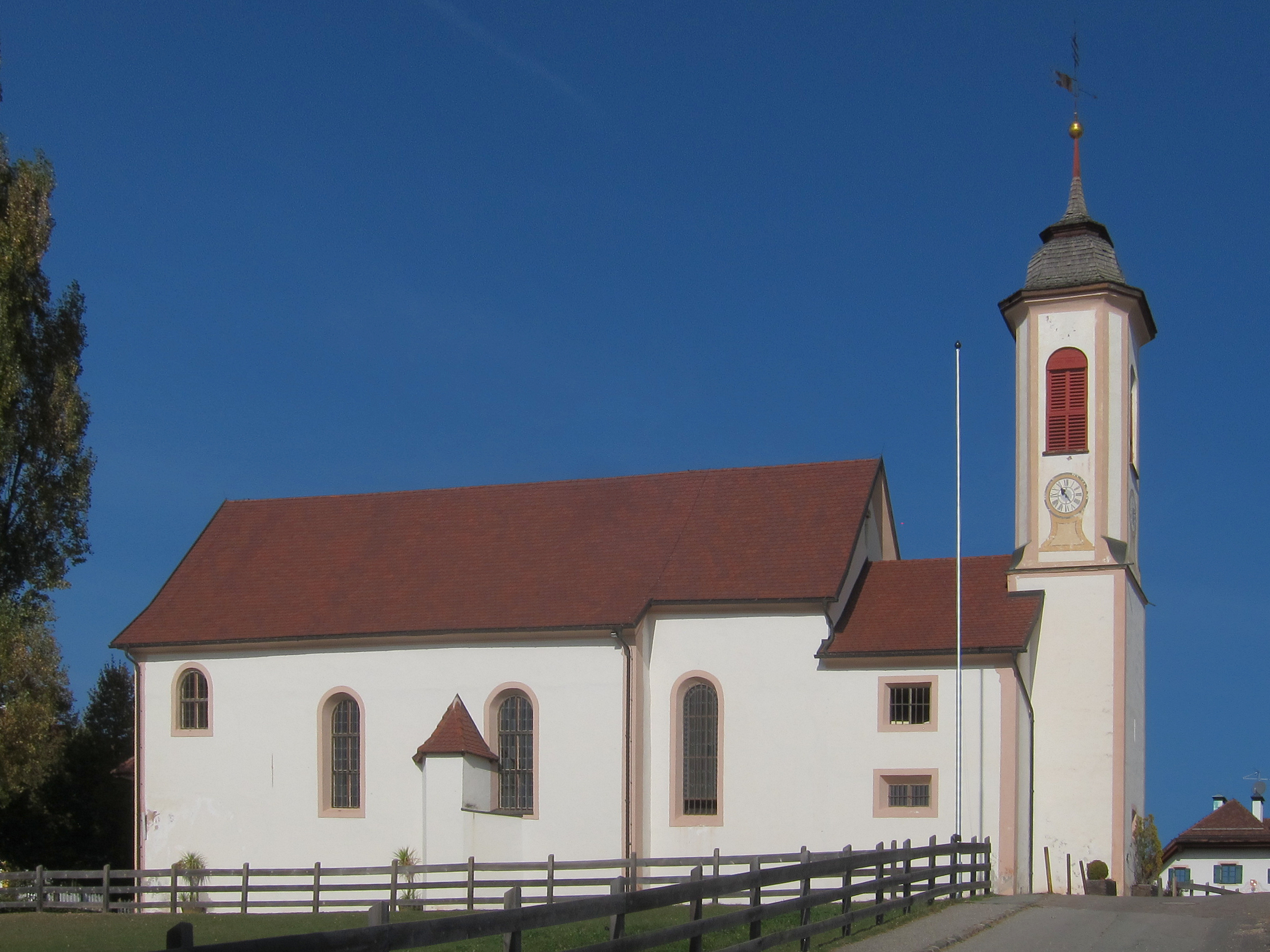
Alte Pfarrkirche Maria Himmelfahrt

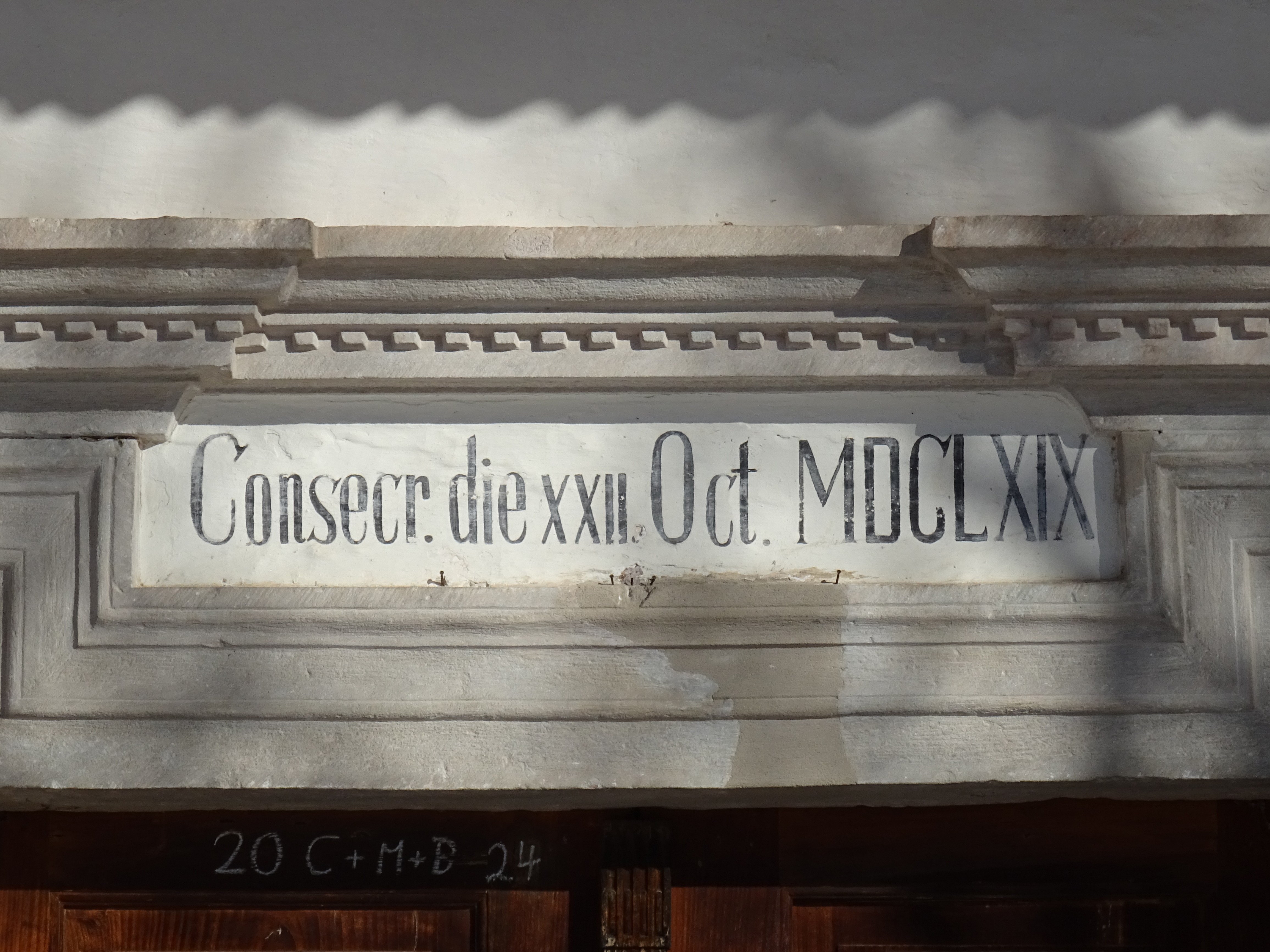
Jahreszahl 1669 am Eingang

Die römisch-katholische Pfarrkirche Maria Himmelfahrt ist ein geschütztes Baudenkmal in Maria Himmelfahrt, einem zu Oberbozen gerechneten Weiler der Gemeinde Ritten in Südtirol. Seit der Fertigstellung der Pfarrkirche Oberbozen 1991 wird Maria Himmelfahrt auch als alte Pfarrkirche bezeichnet. Das Patroziniumsfest ist der 15. August.

## Geschichte

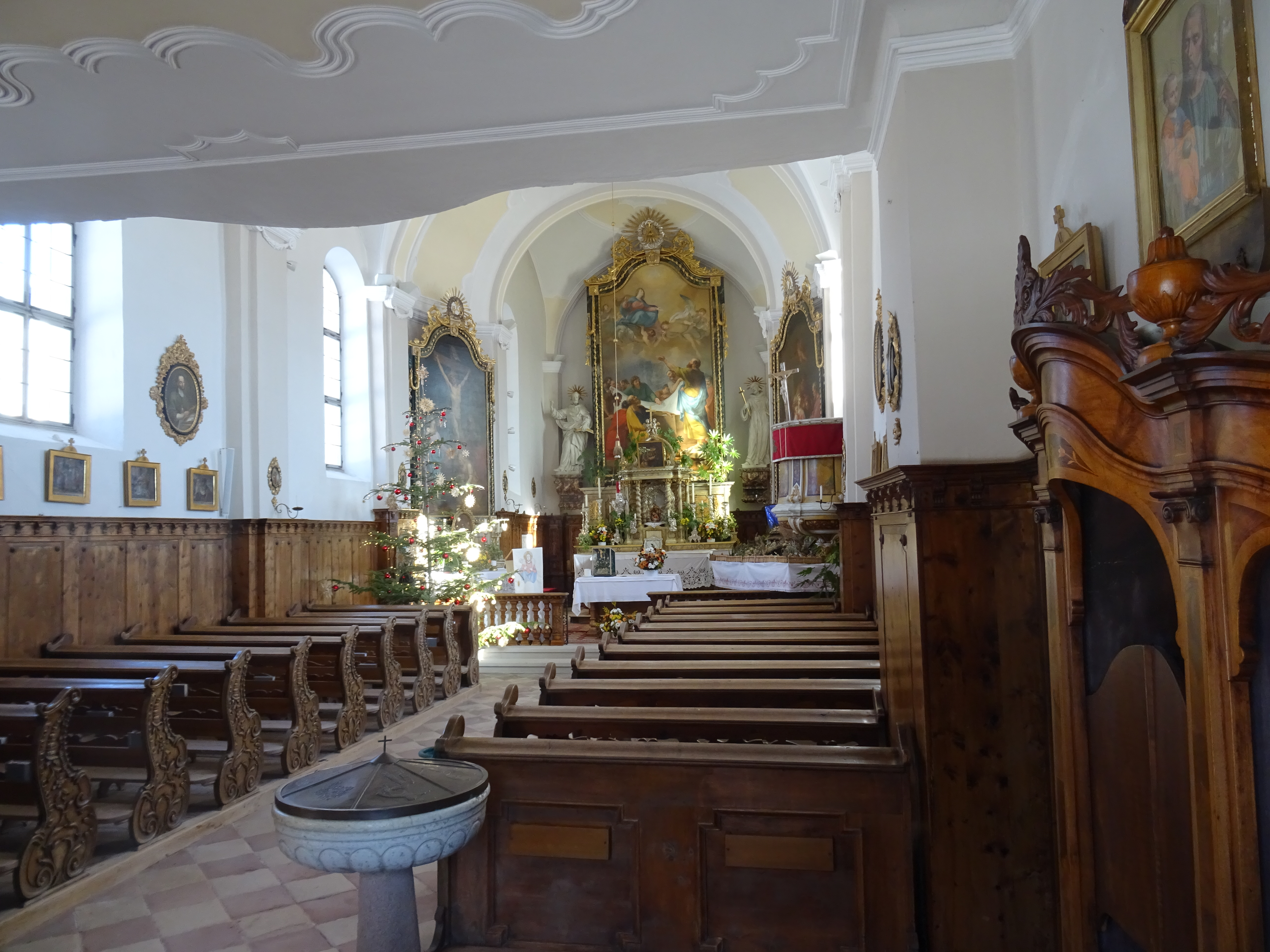
Innenansicht

Die Bewohner der umliegenden Bauernhöfe nutzten ursprünglich die kleine Kirche St. Georg und Jakob, neben der Mutterkirche St. Luzia in Unterinn, für den Gottesdienst. Nach dem sich Oberbozen seit dem 16. Jahrhundert zur Sommerfrische vornehmer Familien aus Bozen entwickelte, wurde zunächst provisorisch die Hauskapelle des Franz von Hertenberg für die Messe verwendet. Für den Bau einer neuen Kirche setzte sich 1665 Mathias Kreuzer aus Bozen ein, dem die Erlaubnis in einer päpstlichen Bulle erteilt wurde.
Am 4. Juni 1668 legte der Pfarrer von Unterinn den Grundstein und am 14. Juli 1669 fand in der Kirche die erste Messe statt. Den Neubau weihte am 22. Oktober 1669 der Weihbischof von Brixen. Die Tochter des Kirchenstifters, Anna von Eberschlager geb. Kreuzer gründete ein Familienfideikommiss, mit der Verpflichtung das der jeweilige Eigentümer des mit der Kirche verbundenen Sommerfrischhaus, für den Unterhalt der Kirche aufkommen muss. 1779 trat Johann Evangelist von Zallinger als erster eigener Pfarrer sein Dienst an. 
Die alte Kirche wurde von 1791 bis 1795 im Stil des Frühklassizismus vergrößert und erweitert. Nachdem Anton von Eberschlager († 1844) ohne Nachkommen gestorben war, fiel das Patronatsrecht an die Gemeindefraktion von Oberbozen. 1844 kaufte der Pfarrer Johann Mair aus Bozen das Sommerfrischhaus der Eberschlager und nutzte es seitdem als Benefiziatenhaus. Oberbozen wurde darauf Expositur und schließlich zur eigenen Pfarrei erhoben. Am 11. Januar 1983 stellte das Südtiroler Landesdenkmalamt die Kirche unter Denkmalschutz.
Auf Grund von Platzmangel wurde von 1989 bis 1991 im Oberbozner Ortskern die neue, dem seligen Jesuiten Rupert Mayer gewidmete Pfarrkirche Oberbozen erbaut.

## Beschreibung
Das einschiffige Langhaus schließt mit einem Rechteckchor ab, an dem ein schlanker Chorturm, mit achteckigem Aufsatz und barocker Haube angebaut ist. Der Innenraum ist im Stil des Spätbarock bis Frühklassizismus gehalten. Das Hochaltarblatt mit der Darstellung der Himmelfahrt Mariens schuf der Tiroler Maler Christoph Unterberger. Die Bilder der Seitenaltäre zeigen die Kreuzigung Christi und die Darstellung des Herren. Die Orgel wurde 1750 vom Tiroler Orgelbauer Ignaz Franz Wörle aus Brixen bezogen, 1851 vom Orgelbauunternehmen Pirchner umgebaut und 2002 in den Ursprungszustand zurückversetzt.